# 7-Eleven
7-Eleven é uma rede internacional e operadora de franquias de lojas de conveniência, sediada em Dallas, nos Estados Unidos. A rede foi fundada em 1927 como uma loja de gelo em Dallas. Foi nomeada como Tote'm Stores entre 1928 e 1946. Depois que 70% da empresa foi adquirida pela afiliada japonesa Ito-Yokado em 1991, foi reorganizada como uma subsidiária integral da Seven-Eleven Japan em 2005, e agora é mantida pela Seven & I Holdings, sediada em Chiyoda, Tóquio.
Ela é, desde março de 2007, a maior cadeia de lojas em todas as categorias, estando na frente do McDonald's por 20.000 lojas. Em julho de 2020, a 7-Eleven opera, franqueia e licencia mais de 71.100 lojas espalhadas por 17 países.

## História
A companhia foi fundada em 1927 no Texas, Estados Unidos, quando um empregado da Southland Ice Company, Joe C. Thompson, começou a vender leite, ovos e pão em uma doca.  A localização original foi uma loja improvisada na Southland Ice Company. As pequenas padarias e lojas de produtos variados estavam muito presentes no local, os donos da Ice Plant descobriram que vender produtos variados como o pão e o leite era popular. Com o tempo, muitas lojas abriram na área de Dallas. Inicialmente, essas lojas eram abertas da 7 a.m. às 11 p.m.. A companhia começou a usar o nome 7-Eleven em 1946. Em 1952, a 7-Eleven inaugurou sua 100ª loja.
Em 1962, a primeira experiência da 7-Eleven em lojas 24 horas foi em Austin, no Texas.
Em 1963, foram estabelecidas lojas 24 horas em Las Vegas; Fort Worth, no Texas, e Dallas.

## Produtos e serviços
Junto com Slurpee e o Big Gulp, a 7-Eleven investiu em propagandas e novos conceitos, incluindo Reddy Ice; Movie Quik, um vídeo da loja; Citgoas e Chief Auto Parts, que tem localizações adjacentes ou perto das lojas 7-Eleven.
Em 2005, a 7-Eleven começou a vender sua própria marca de bebidas em garrafas com o nome de Big Gulp na America do Norte.
Desde 2005, a companhia oferece o "7-Eleven Speak Out Wireless", um serviço de telefonia celular pré-pago que pode ser comprado diretamente nas lojas 7-Eleven nos US e Canadá.

## Estratégias de Marketing

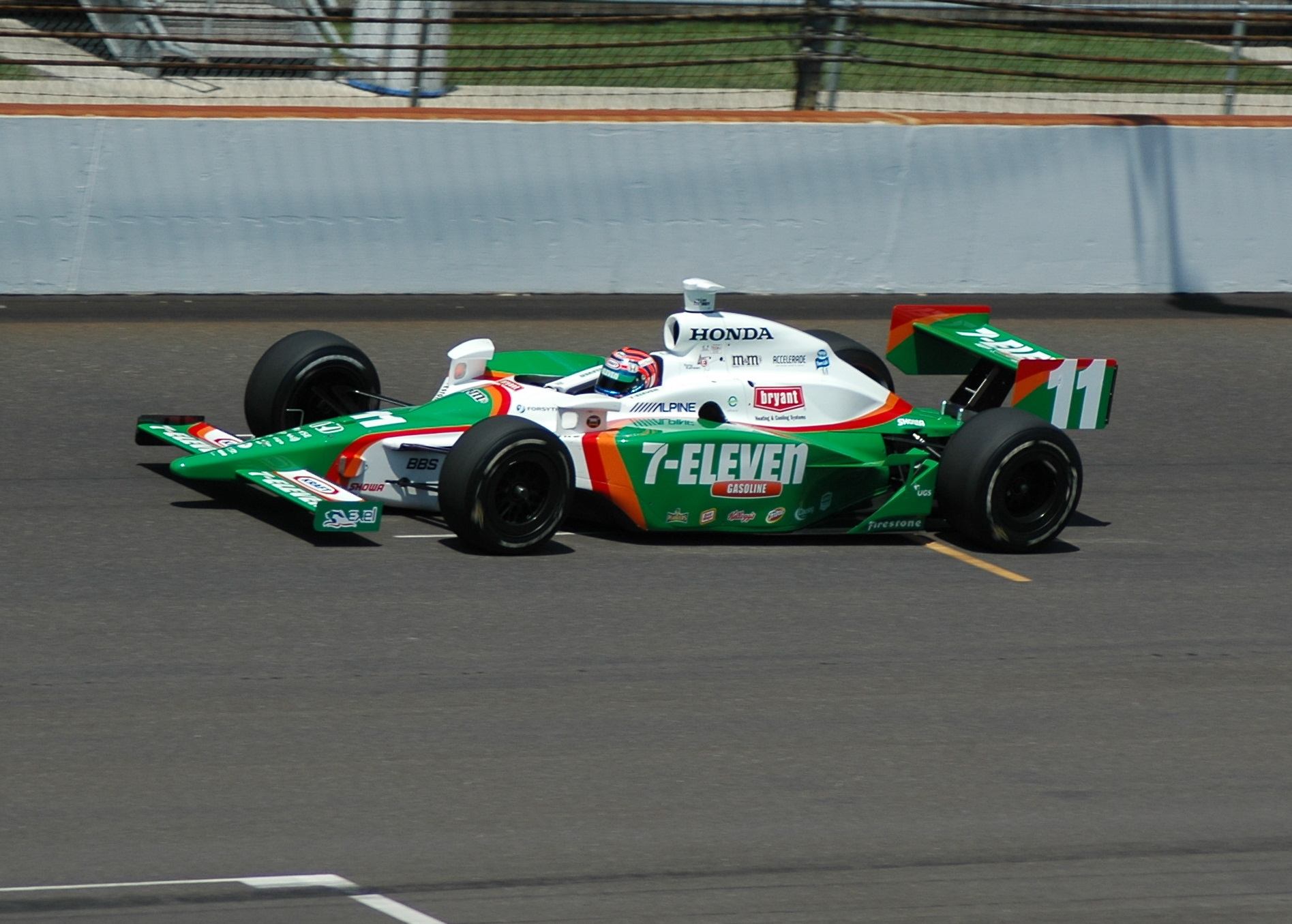
Carro de Tony Kanaan na IndyCar Series com patrocínio da 7-Eleven.

O dia 11 de Julho é conhecido como o "7-11 Day", é quando as lojas 7-Eleven oferecem de graça para 1,000 consumidores um Slurpee da sua escolha.
7-Eleven é a patrocinadora da 7-Eleven Cycling Team e era de Tony Kanaan na fórmula Indy
Em 9 de novembro de 2006, a 7-Eleven anuncia se juntou ao maior patrocinador do time Dallas Mavericks pelas próximas três temporadas e patrocinadora oficial do time de rua dos Mavericks. Como parte do acordo, a 7-Eleven deu cupons grátis para os fãs dos Mavericks.
Começando a temporada 2007, a 7-Eleven iniciou uma parceria com o Chicago White Sox. O acordo rendeu ao time 1.5 milhões de dólares em três anos.

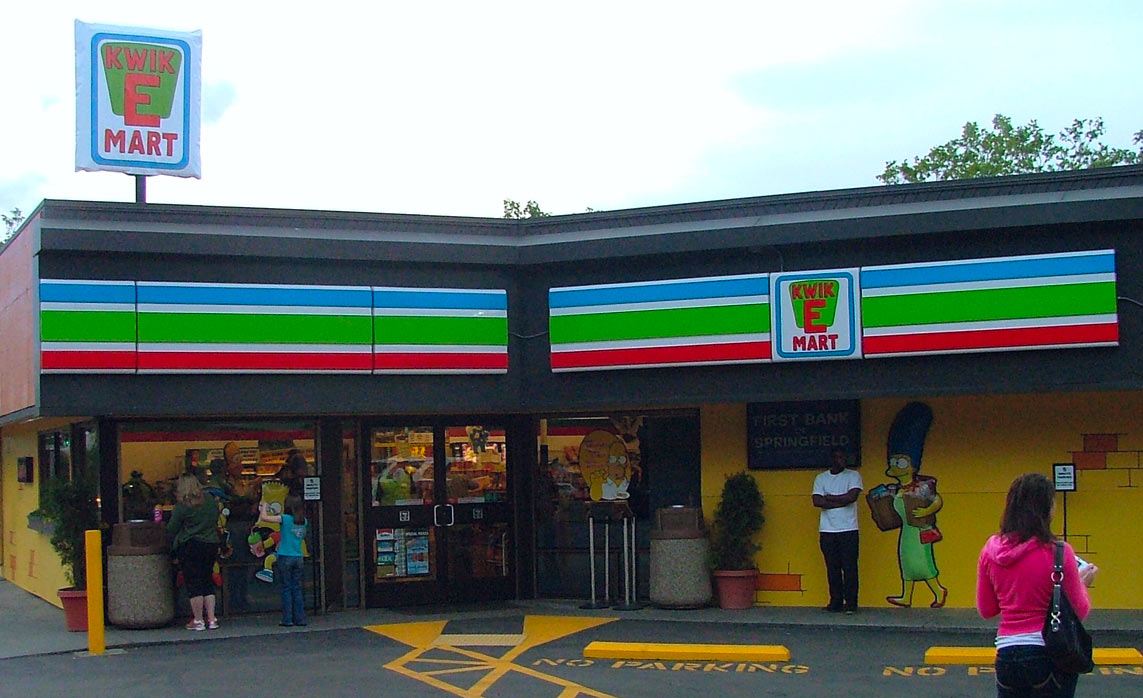
Uma loja 7-Eleven, em Seattle, transformada em um Kwik-E-Mart

Em antecipação ao lançamento do filme The Simpsons Movie, a 7-Eleven transformou uma dúzia das suas lojas em Kwik-E-Mart's. Essas lojas, assim como mais de 6.000 outras lojas da América do Norte, venderam Buzz Cola, KrustyO's cereal, Squishees, Pink Donuts, e outros itens da série. Muitos itens comuns como o café e os sanduíches, tem uma caixa com o tema especial dos Simpsons. Como resultado da divulgação do filme, a 7-Eleven ficou ainda mais famosa, levendo os fãs dos Simpsons à viajar centenas de quilômetros até uma das lojas Kwik-E-Mart para comprar os produtos com a embalagem especial dos Simpsons.  Também resultou num aumento de 30% nos lucros dessas lojas 7-Eleven que foram convertidas.

## A 7-Eleven pelo mundo

Países com lojas da 7-Eleven

### Austrália
A primeira 7-Eleven na Austrália foi inaugurada em 1977. Atualmente existem 366 lojas nos estados de Victoria, New South Wales e Queensland; a maioria das lojas são em áreas metropolitanas. As lojas foram compradas e são operadas por franquias, com uma administração geral.

### Canadá
No Canadá, um número limitado de 7-Elevens tem associações com empresas de gasolina, como a Shell ou Petro-Canadá, e algumas são ligadas à Esso. Em novembro de 1995, a 7-Eleven começou a oferecer um serviço wireless, o 7-Eleven Speak Out Wireless.

### Hong Kong e Macau
A 7-Eleven opera em Hong Kong desde 1981 sob o comando da Dairy Farm International Holdings Limited. A companhia inaugurou a loja de número 711 em Hong Kong, no dia 11 de julho de 2006 (7-Eleven Day), no Causeway Bay, distrito da cidade. Com a maioria da lojas nas áreas urbanas, aproximadamente 40% são lojas da franquia. Em setembro de 2004, s Dairy Farm adquiriu o Daily Stop, uma cadeia de lojas de conveniência, e converteu-as em lojas da 7-Eleven.
A 7-Eleven entrou no mercado de Macau em 2005, e agora existem 20 lojas em operação.

### Japão

Primeira loja da 7-Eleven em Tóquio no Japão.

O Japão tem mais lojas da 7-Eleven do que qualquer outro lugar do mundo. Das 28.123 lojas no mundo inteiro, 11.500 delas estão no Japão. 1.396 estão em Tóquio
.
As lojas no Japão são um pouco diferentes das lojas 7-Eleven nos Estados Unidos. As 7-Elevens no Japão oferecem uma vasta seleção de produtos e serviços, como  jogos e consoles de vídeo-game, CDs de música, DVDs, e outros produtos digitais assim como bolos natalinos, chocolates do dia dos namorados, e fogos de artifício. As bebidas Slurpees e Big Gulp não são mais vendidas no Japão; estes produtos não eram populares quando a 7-Eleven originalmente inaugurou no Japão.

### Malásia
AS 7-Elevens na Malásia são da Convenience Shopping Sdn. Bhd. que agora opera 800 lojas pelo resto do mundo e planeja expandir para 1000 lojas. A 7-Eleven na Malásia foi imcorporada em 4 de junho de 1984 pelo Berjaya Group.

### México
No México a 7-Eleven era chamada de Super 7. Em 1995 o nome foi mudado para 7-Eleven, mas ainda é chamado de Super Siete em alguns lugares.

### Filipinas
Nas Filipinas, a 7-Eleven é comandade pela Philippine Seven Corporation (PSC). A primaira loja foi aberta em 1984. Em 2000, a President Chain Store Corporation (PCSC) de Taiwan, também uma licenciada da 7-Eleven, comprou a maioria das ações da PSC e ele formatam uma parceria na indústria de lojas de conveniências da região.
É chamada de Puupuu Eite.

### Noruega
O Reitan Group atualmente tem os direitos da franquia das lojas 7-Eleven na Noruega. A primeira loja foi inaugurada em Oslo em 1986, e hoje, existem 105 lojas 7-Eleven em 20 cidades da Noruega, a maioria localizada na parte leste da Noruega, mas também é possível encontrar lojas no norte do país.

### Singapura

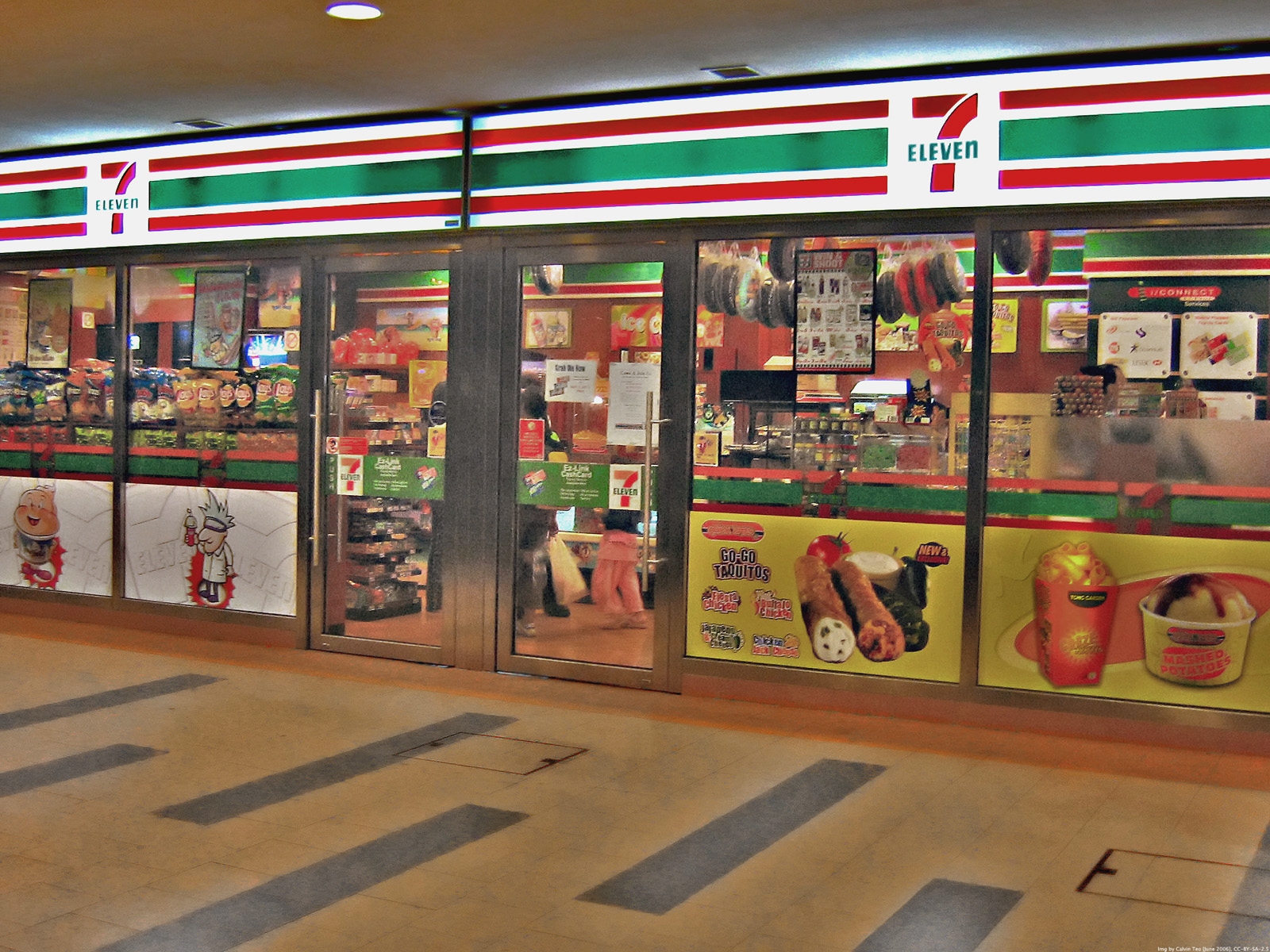
Uma loja 7-Eleven em Singapura

Em Singapura, a 7-Eleven formou a maior cadeia de lojas de conveniência na ilha. Até agora existem 400 lojas 7-Eleven espalhadas pelo país. As lojas em Singapura são operadas pela Dairy Farm International Holdings, uma franquia sobre uma licença da 7-Eleven Incorporated, com sede nos Estados Unidos.
A primeira 7-Eleven em Singapura operou em 1983 com a franquia do Jardine Matheson Group. A licença foi adquirida pela Cold Storage Singapore, uma subsidiária da Dairy Farm Group, em 1989. Atualmente, a 7 Eleven planeja se expandir em Singapura com 300 lojas, nos próximos anos. A 7-Eleven também assinou uma aliança recentemente com a Royal Dutch Shell.
Todas as lojas da 7-Eleven em Singapura operam 24h, exceto pelas lojas em hospitais, a Raffles Junior College, Singapore Management University e Nanyang Technological University, tem lojas 7-Eleven operando com uma carga horária reduzida.

### Coréia do Sul
A 7-Eleven tem uma presença muito visível nas lojas de conveniência da Coréia do Sul onde compete com a Mini Stop, a GS25, a Family Mart e outras lojas independentes. existem 1.513 lojas da 7-Eleven no país, aonde só os Estados Unidos, Japão, Tailândia e Taiwan possuem mais lojas. As lojas Sul Coreanas não vendem produtos como o Slurpee ou o Big Gulp.

### Taiwan

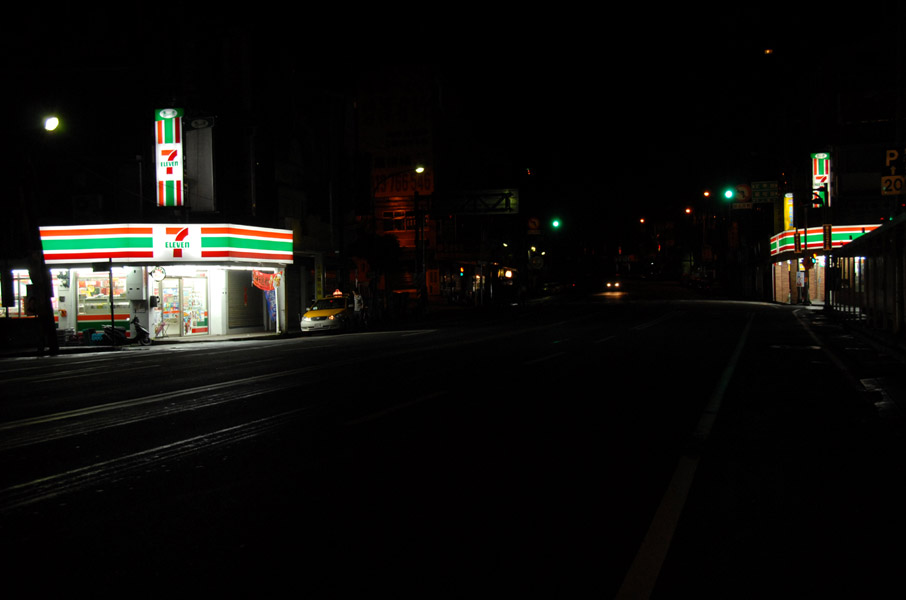
7-Eleven em Taiwan

Em Taiwan, a 7-Eleven é uma das mais populares lojas de conveniência, e é comandada pela The Uni-President Chain Store. A primeira loja foi inaugurada em 1980 e desde então, surgiram mais 4037 lojas, como foi registrado em 2006. Taiwan tem a terceira maior coleção de 7-Elevens no mundo.

### Tailândia
A franquia na Tailândia é a Charoen Pokphand. Existem 4.055 7-Elevens no país, com mais de 1.500 em Bangkok, fazendo a Tailândia ser o 4º país com o maior número de 7-Eleven's no mundo.

### Brasil
No Brasil, em meados da década de 90, a franquia chegou a ter 17 lojas na cidade de São Paulo, mas todas fecharam devido à alta concorrência. Em 2018, a rede voltou os olhos para o Brasil novamente e iniciou conversas com a BR Distribuidora para operar lojas de conveniência em postos de combustíveis da companhia, mas as negociações não foram para frente.

## Na mídia e na cultura popular
- "7/11" é o nome de uma música de Beyoncé, presente na edição especial do álbum BEYONCÉ.
- Uma referência à loja é feita na música "Drunk In Love" de Beyoncé feauturando JAY-Z.
- Em Back to the Future Part III, o protagonista Marty McFly participou de um jogo de tiro em um festival de Hill Valley e acertou todos os alvos. Quando perguntado onde ele aprendeu a atirar assim, ele falou, "7-Eleven". Como a 7-Eleven não é conhecida em todas as partes do mundo, algumas versões do filme substituíram 7-Eleven por Disneylândia. A versão alemã trocou 7-Eleven por Space Invaders. Na versão brasileira Marty diz que aprendeu em um parque de diversões.
- Em um episódio de Futurama foi mostrada uma versão da loja no século 31, com o logotipo escrito como: 711 que significa "7 à 11ª potência". Um sinal abaixo indica que a loja é aberta "28 horas".
- A banda de rock 311 usou camisetas manufaturadas com o logotipo da 7-Eleven. Mas com o número 3 no lugar do 7. Entretanto em 2001, a banda recebeu uma carta de reprovação da corporação.
- O clipe "Jesus of Suburbia" da banda de Pop Punk/Punk Rock Green Day foi gravado num 7-11.
- No clip "The Sweet Scape" da cantora americana Gwen Stefani aparece rapidamente uma loja do 7 Eleven.
- No jogo Grand Theft Auto: San Andreas 7-11 é subtituído por 24-7
- "7-11" é o nome de uma música dos Ramones, que está presente no disco Pleasant Dreams, e conta a história de um homem que conhece uma garota em uma loja 7-11
- No filme Beavis and Butt-head Do America, eles estão no deserto e Butt-head reclama da falta de bebedouros, e diz que podiam colocar uma loja de conveniencia, e Beavis fala,"Yeah, like a 7-Eleven". Tradução: É, tipo um 7-Eleven
- A cantora Lana Del Rey cita o 7-eleven em "Diet Mountain Dew" falando para que ela e seu amante estão parando lá. No trecho "Baby stoppin' at 7-eleven/There in his white Pontiac heaven" é que se faz a referências
- A banda U2 cita Seven Eleven em sua música "Stay".
- A terceira temporada da série Stranger Things, da Netflix mostra uma loja da 7-eleven próxima a um posto de gasolina.
- No filme Ghostbusters (Caça-Fantasmas ou Caça-Fantasmas: Sabe quem Chamar) dirigido e co-escrito por Paul Feige estrelada por quatro mulheres (15 de julho de 2016) aparece 7-eleven em uma cena onde Kevin Beckman,  interpletado pelo autor Chris Hemsworth, apresenta como sugestão do logotipo dos Ghostbusters.
- O rapper sueco Yung Lean retratou uma experiencia traumática sua com LSD em um 7-eleven na musica "Acid At 7/11".
- No musical da Broadway “Be More Chill” o personagem Michael Mell faz referência ao 7-eleven no trecho da música More Than Survive “‘Cause that girl at Sev' Elev' gave me a generous pour”.